# Затруб’я
Затруб’я (рос. Затрубье) — присілок в Торопецькому районі Тверської області Російської Федерації.
Населення становить 1 особу. Входить до складу муніципального утворення Понизовське сільське поселення.

## Історія
Від 2005 року входить до складу муніципального утворення Понизовське сільське поселення.

## Населення
| 2010 |
| ---- |
| 1    |